# 保護標誌
保護標誌（英語：Protective sign）是武裝衝突期間使用的符號，用於標記受國際人道法各項條約保護的人員和物體，基本含義可以概括為「請勿攻擊」或「請勿射擊」，但確切的涵義根據各自的標誌及其使用環境而有所不同。這些標誌的形式、形狀和顏色均由國際人道法規定。這些標誌通常容易繪製，在任何情況下都盡可能簡潔、可識別和可見。

## 標誌
- 紅十字[1]：白底紅色十字，源自瑞士國旗，1863年成為紅十字會的官方標誌。
- 紅新月[1]：白底紅色新月，源自鄂圖曼帝國旗，1877年俄土戰爭中首次使用。
- 紅水晶[2]：白底紅色空心菱形，這是國際紅十字與紅新月運動為解決紅十字或紅新月標誌所帶來的宗教及政治等爭端，在2005年推出的第三個標誌。
- 紅斜線：白底紅色斜線，根據1949年《關於戰時保護平民的日內瓦公約》，用於標記醫院與安全區，
- 藍盾：根據《1954年海牙公約》規定，用於標記「對每個民族的文化遺產都具有重要意義的動產或不動產」[3]。若重複三次標誌則代表受到特別保護的文化財產[4]，包括「旨在庇護可移動文化財產的避難所」（例如繪畫、雕塑、文本的儲藏地）和「非常重要的不可移動文化財產」（例如格林威治皇家天文台或泰姬瑪哈陵）。
- 含有危險力量的工程與設施標誌[5]：同一軸線上的三個亮橙色圓圈，用來標記水壩、堤防和核電廠等會對人群造成危險的設施。
- 國際民防標誌[6]：橙底上一個藍色三角形，國際上用來標記民防組織的人員和物品。

紅十字
紅新月
紅水晶
紅斜線（醫院與安全區標誌）
藍盾（文化財產標誌）
三個藍盾（特殊保護文化財產標誌）
含有危險力量的工程與設施標誌
國際民防標誌

## 旗織
- 白旗[7]：白色底旗。用於指定要求休戰或停火的無武裝談判者，或象徵投降。
- 聯合國旗[8]：淺藍色底旗，正中有白色聯合國徽。用於標記聯合國維持和平人員和物資，有時會使用字母「UN」。
- 和平布條[5]：白色底旗上有一個紅色圓圈，圓圈內有三個紅色球體。和平布條是洛里奇協定規定用於識別歷史古蹟、博物館、科學、藝術、教育和文化機構（例如大學校園、古劇場、巨石陣），目前已被藍盾標誌取代。

白旗
聯合國旗
和平布條